# Ocherbach
Der Ocherbach ist ein Gewässer in der mittelhessischen Stadt Romrod und zählt zum Flusssystem der Fulda.

## Name
Der Bach wurde im Jahr 812 als vchenbahc erstmals schriftlich erwähnt. Das Bestimmungswort leitet sich wahrscheinlich vom Genitiv eines althochdeutschen Personennamen *Uocho ab.

## Verlauf
Die Quelle liegt zwischen den Romroder Ortsbezirken Ober- und Nieder-Breidenbach in der Flur Haberkorneiche. Der Bach fließt zunächst durch das Naturschutzgebiet Buchhölzer Teich, dann durch
landwirtschaftliches Gelände und mündet am südlichen Ortsrand von Romrod in den dortigen Mühlteich.
Die durch Kanalisierung und mittelalterliche Mühlgräben veränderte Situation bietet mehrere mögliche Stellen der ursprünglichen Mündung in den Fluss Antrift. Wahrscheinlich ist, dass der Bach vor der Gründung des Ortes zunächst nördlich der Ortslage von Romrod in den Fluss Antrift einmündete. Um die zahlreichen Mühlen in der Ortslage betreiben zu können, wurde ein Wasserverteilersystem geschaffen, es beginnt am Mühlteich, hier mündet auch ein Stichkanal von der Antrift ein.